# 熊皮帽

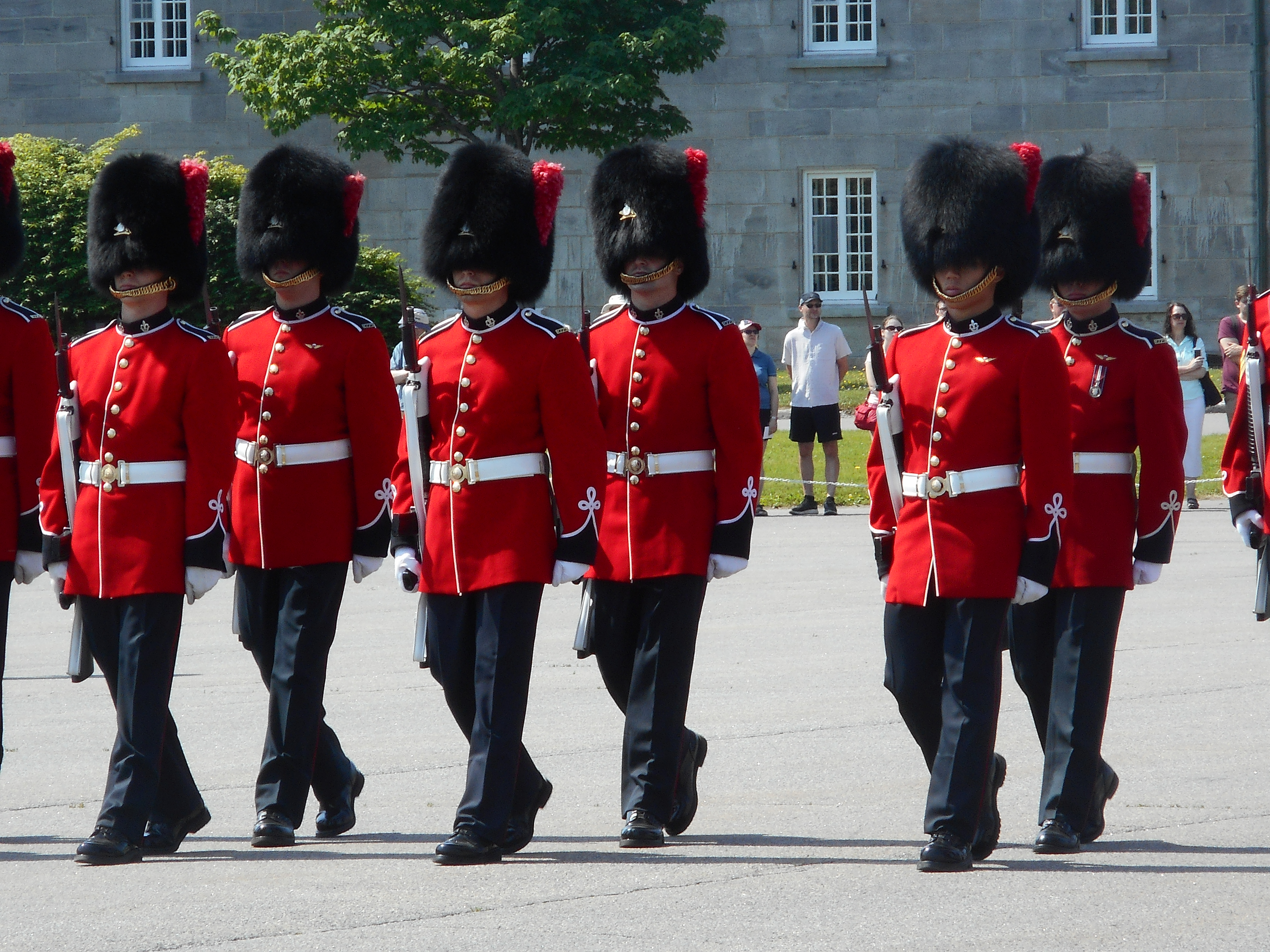
佩戴熊皮帽的加拿大陸軍

熊皮帽是一种高大的毛皮帽，歷史上17至18世紀下半葉的歐洲擲彈兵會佩戴熊皮帽，19世纪以來只有衛兵或其他具有禮儀性質的士兵穿著礼仪性军服時才會佩戴熊皮帽。